# Ardisia austin-smithii
Ardisia austin-smithii là một loài thực vật có hoa trong họ Anh thảo. Loài này được Lundell mô tả khoa học đầu tiên năm 1942.